# Heksakosjoiheksekontaheksafobia
Heksakosjoiheksekontaheksafobia – lęk przed liczbą 666. Wywodzi się z Apokalipsy św. Jana 13,18, gdzie liczba ta określana jest mianem liczby Bestii.
Poza chrześcijaństwem heksakosjoiheksekontaheksafobia popularyzowana jest jako motyw w kulturze masowej.
Ludzie dotknięci przez tę fobię silnie unikają jakiegokolwiek kontaktu z liczbą 666. Pewnym przykładem jest małżeństwo Nancy i Ronalda Reaganów, którzy przenosząc się do dzielnicy Bel Air, miasta Los Angeles, zmienili adres nowego miejsca zamieszkania z 666 St. Cloud Road na 668 St. Cloud Road.
Zdarzały się przypadki osób wyrażających zaniepokojenie narodzinami swoich dzieci 6 czerwca 2006.
W roku 2006 BBC umieściła heksakosjoiheksekontaheksafobię na 64. pozycji listy „100 things we didn't know this time last year” („100 rzeczy, o których nie mieliśmy pojęcia rok temu”).